# PGC 2184564
LEDA/PGC 2184564 ist eine Spiralgalaxie im Sternbild Perseus am Nordsternhimmel. Sie ist schätzungsweise 474 Millionen Lichtjahre von der Milchstraße entfernt und hat einen Durchmesser von etwa 55.000 Lichtjahren. Vom Sonnensystem aus entfernt sich das Objekt mit einer errechneten Radialgeschwindigkeit von näherungsweise 10.500 Kilometern pro Sekunde.

## Galaktisches Umfeld
| Nr. | Galaxie          | Alternativname          | Rek          | Dek          | Distanz/asec |
| --- | ---------------- | ----------------------- | ------------ | ------------ | ------------ |
| →   | LEDA/PGC 2184564 | 2MASX J02470169+4139065 | 02h47m01.70s | +41d39m06.8s | 0            |
| 1   | LEDA/PGC 2184410 | 2MASX J02471427+4138285 | 02h47m14.26s | +41d38m28.5s | 146.04       |
| 2   | LEDA/PGC 2182704 | 2MASX J02471901+4132293 | 02h47m19.00s | +41d32m29.2s | 443.10       |
| 3   | LEDA/PGC 10535   | CGCG 539-099            | 02h46m58.38s | +41d46m33.5s | 447.72       |
| 4   | LEDA/PGC 2182190 | 2MASX J02464817+4130324 | 02h46m48.15s | +41d30m32.5s | 537.32       |
| 5   | LEDA/PGC 2184265 | 2MASX J02461039+4138068 | 02h46m10.36s | +41d38m07.2s | 578.96       |
| 6   | LEDA/PGC 2181711 | 2MASX J02460805+4128358 | 02h46m08.04s | +41d28m36.1s | 872.56       |
| 7   | LEDA/PGC 2185910 | 2MASX J02454494+4143578 | 02h45m44.93s | +41d43m57.8s | 907.56       |
| 8   | LEDA/PGC 10619   | CGCG 539-102            | 02h48m21.96s | +41d36m48.5s | 910.57       |
| 9   | LEDA/PGC 2180600 | 2MASX J02462701+4124190 | 02h46m27.02s | +41d24m18.9s | 970.20       |